# 托爾黑爾姆山
47°10′49″N 11°57′21″E / 47.180169°N 11.955904°E

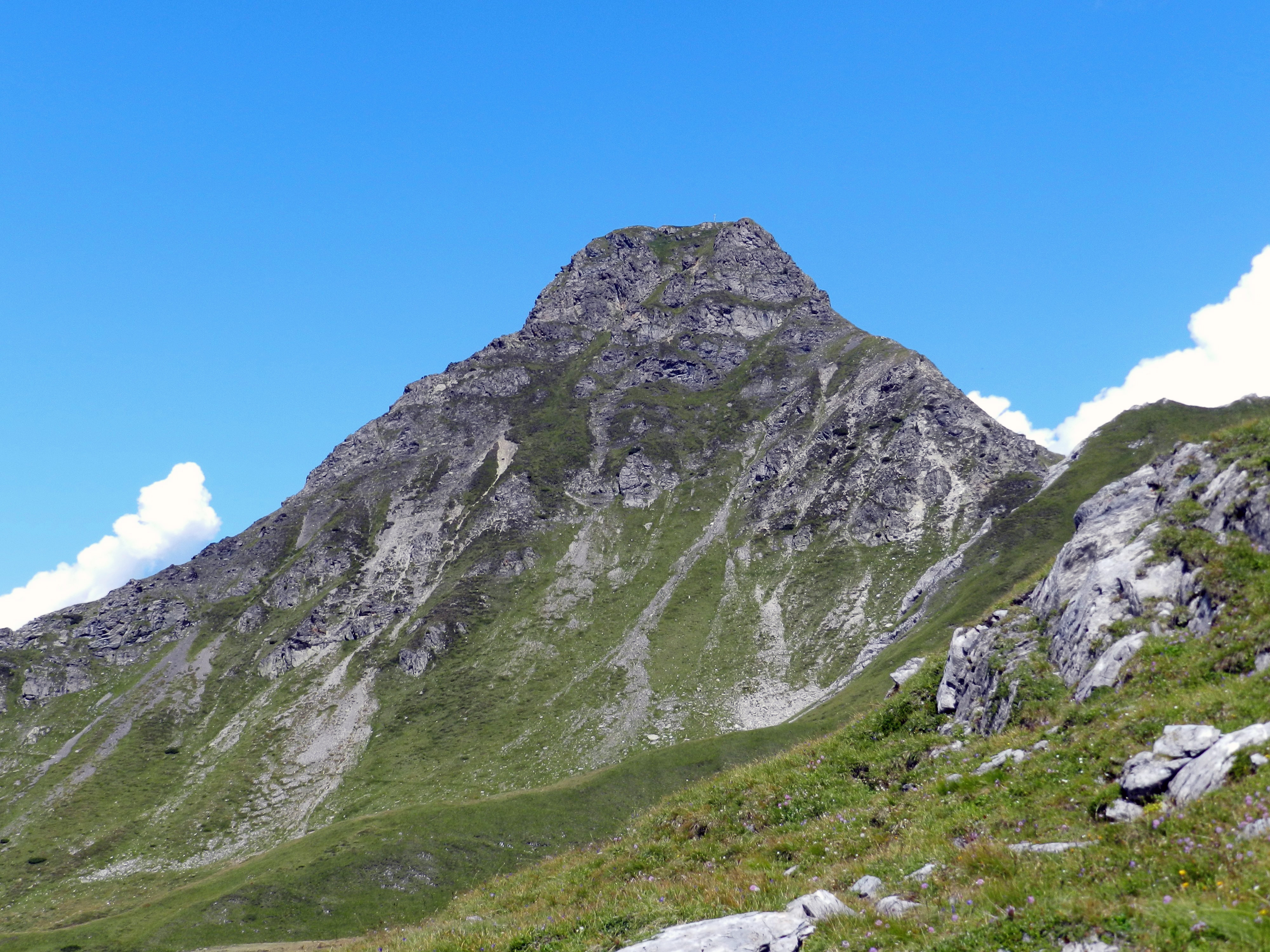

托爾黑爾姆山（德語：Torhelm），是奧地利的山峰，位於該國西部，由蒂羅爾州負責管轄，屬於齊勒塔爾阿爾卑斯山脈的一部分，距離布蘭德貝格科爾姆山0.7公里，海拔高度2,452米。